# 21. ročník udílení Nickelodeon Kids' Choice Awards
21. ročník Nickelodeon Kids' Choice Awards se konal 29. března 2008 v Pauley Pavilion v Los Angeles. Ceremoniál moderoval Jack Black. Online hlasování začalo 3. března na stránce Nick.com. Speciální show Bring on the Nominees moderoval Lil' JJ. The Naked Brothers Band a Miley Cyrus vystoupili v průběhu předávání cen.

## Moderátoři a vystupující

### Moderátor
- Jack Black

### Hudební vystoupení
- The Naked Brothers Band - "I Don't Want to Go to School"
- Miley Cyrus - "G.N.O (Girl's Night Out)"

### Vystupující a hosté
- Miranda Cosgroveová
- Tom Kenny
- Josh Peck
- Janet Jacksonová
- Emile Hirsch
- America Ferrera
- Laila Ali
- James Marsden
- Hayden Panettiere
- Shia LaBeouf
- Harrison Ford
- Ryan Sheckler
- Abigail Breslin
- Pete Wentz
- Ashley Simpson
- Jennifer Love Hewitt
- Devon Werkheiser
- Ashton Kutcher
- Howie Mandel
- Jaden Smith, Willow Smith a Will Smith
- Rihanna
- Brendan Fraser
- Steve Carell
- Amy Poehlerová

## Vítězové a nominovaní

### Nejoblíbenější film
- Alvin a Chipmunkové
- Transformers
- Už jsme doma?
- Piráti z Karibiku: Na konci světa

#### Nejoblíbenější filmová herečka
- Jessica Alba (Fantastická čtyřka: Silver Surfer)
- Drew Barrymoreová (Hudbu složil, slova napsal)
- Kirsten Dunst (Spider-Man 3)
- Keira Knightley (Piráti z Karibiku: Na konci světa)

#### Nejoblíbenější filmový herec
- Johnny Depp (Piráti z Karibiku: Na konci světa)
- Ice Cube (Už jsme doma?)
- Dwayne "The Rock" Johnson (Plán hry)
- Eddie Murphy (Norbit)

#### Nejoblíbenější animovaný film
- Ratatouille
- Pan Včelka
- Shrek Třetí
- Simpsonovi ve filmu

#### Nejoblíbenější hlas z animovaného filmu
- Eddie Murphy jako Oslík (Shrek Třetí)
- Cameron Diaz jako Princezna Fiona (Shrek Třetí)
- Mike Myers jako Shrek (Shrek Třetí)
- Jerry Seinfeld jako Barry B. Benson (Pan Včelka)

### Hudba

#### Nejoblíbenější písnička
- "Girlfriend"  - Avril Lavigne
- "Beautigul Girls"  - Sean Kingston
- "Big Girls Don't Cry"  - Fergie
- "Don't Matter"  - Akon

#### Nejoblíbenější hudební skupina
- Jonas Brothers
- Boys Like Girls
- Fall Out Boy
- Linkin Park

#### Nejoblíbenější zpěvačka
- Miley Cyrus
- Beyoncé
- Fergie
- Alicia Keys

#### Nejoblíbenější zpěvák
- Chris Brown
- Bow Wow
- Soulja Boy
- Justin Timberlake

### Televize

#### Nejoblíbenější televizní seriál
- Drake a Josh
- Hannah Montana
- iCarly
- Sladký život Zacka a Codyho

#### Nejoblíbenější televizní herečka
- Miley Cyrus (Hannah Montana)
- Raven-Symoné (That's So Raven)
- Emma Roberts (Neslavná)
- Jamie Lynn Spears (Zoey 101)

#### Nejoblíbenější televizní herec
- Drake Bell (Drake & Josh)
- Josh Peck (Drake & Josh)
- Cole Sprouse (Sladký život Zacka a Codyho)
- Dylan Sprouse (Sladký život Zacka a Codyho)

#### Nejoblíbenější animovaný seriál
- Avatar: Legenda o Aangovi
- Ed, Edd n Eddy
- Simpsonovi
- Spongebob v kalhotách

### Sport

#### Nejoblíbenější sportovec
- Tony Hawk
- Shaquille O'Neal
- Alex Rodriguez
- Tiger Woods

#### Nejoblíbenější sportovkyně
- Danica Patrick
- Cheryl Ford
- Serena Williams
- Venus Williams

### Další

#### Nejoblíbenější videohra
- Madden NFL '08
- Dance Dance Revolution: Hottest Party
- Guitar Hero III
- High School Musical: Sing It!

#### Nejoblíbenější kniha
- Harry Potter série
- Buffy the Vampire Slayer Season Eight
- Deník malého poseroutky
- How to Eat Fried Worms

#### Wannabe Award
- Cameron Diaz